# SGCG
SGCG (англ. Sarcoglycan gamma) – білок, який кодується однойменним геном, розташованим у людей на 13-й хромосомі. Довжина поліпептидного ланцюга білка становить 291 амінокислот, а молекулярна маса — 32 379.
| 10         |  | 20         |  | 30         |  | 40         |  | 50         |
| ---------- |  | ---------- |  | ---------- |  | ---------- |  | ---------- |
| MVREQYTTAT |  | EGICIERPEN |  | QYVYKIGIYG |  | WRKRCLYLFV |  | LLLLIILVVN |
| LALTIWILKV |  | MWFSPAGMGH |  | LCVTKDGLRL |  | EGESEFLFPL |  | YAKEIHSRVD |
| SSLLLQSTQN |  | VTVNARNSEG |  | EVTGRLKVGP |  | KMVEVQNQQF |  | QINSNDGKPL |
| FTVDEKEVVV |  | GTDKLRVTGP |  | EGALFEHSVE |  | TPLVRADPFQ |  | DLRLESPTRS |
| LSMDAPRGVH |  | IQAHAGKIEA |  | LSQMDILFHS |  | SDGMLVLDAE |  | TVCLPKLVQG |
| TWGPSGSSQS |  | LYEICVCPDG |  | KLYLSVAGVS |  | TTCQEHNHIC |  | L          |

A: Аланін

C: Цистеїн

D: Аспарагінова кислота

E: Глутамінова кислота

F: Фенілаланін

G: Гліцин

H: Гістидин

I: Ізолейцин

K: Лізин

L: Лейцин

M: Метіонін

N: Аспарагін

P: Пролін

Q: Глутамін

R: Аргінін

S: Серин

T: Треонін

V: Валін

W: Триптофан

Локалізований у клітинній мембрані, цитоплазмі, цитоскелеті, мембрані.